# 藤原家明
藤原 家明（ふじわら の いえあきら/いえあき）は、平安時代後期の公卿。藤原北家末茂流、中納言・藤原家成の次男。官位は従三位・非参議。西四条と号す。

## 経歴
長承3年（1134年）主殿権助に任ぜられる。保延元年（1135年）従五位下に叙爵。保延3年（1137年）越後守。保延4年（1138年）左兵衛佐を務める。
保延6年（1140年）従五位上に叙される。永治元年（1141年）左近衛少将を務め、美濃守、備後守、内蔵頭などを歴任。その間、康治2年（1143年）正五位下、久安3年（1147年）従四位上、久安5年（1149年）正四位下に昇り、応和2年（1163年）従三位に叙され公卿に列す。
永暦2年（1161年）播磨守在任中後白河天皇の命で法住寺殿の造営を担当した。
仁安3年（1168年）41歳で出家。承安2年12月24日（1173年1月9日）に薨去。享年45。

## 官歴
※以下、『公卿補任』の記載に従う。
- 長承3年（1134年）8月27日：主殿権助
- 長承4年（1135年）正月15日：六位蔵人（元院判代官）、5月24日：従五位下（中宮臨時給）
- 保延3年（1137年）正月30日：越後守
- 保延4年（1138年）正月22日：左兵衛佐
- 保延5年（1139年）12月16日：重任
- 保延6年（1140年）正月6日：従五位上（労）
- 永治元年（1141年）12月2日：左近衛少将
- 康治2年（1143年）正月6日：正五位下（無品暲子内親王給。朝覲行幸）
- 天養元年12月16日（1145年1月10日）：美濃守
- 久安元年11月18日（1146年1月2日）：従四位下（朔旦）、少将如元
- 久安3年（1147年）正月2日：従四位上（朝覲行幸。暲子内親王給）
- 久安5年（1149年）3月20日：正四位下（暲子内親王延勝寺供養）
- 仁平2年（1152年）9月9日：備後守
- 保元2年（1157年）4月24日：内蔵頭、去少将
- 永暦元年（1160年）正月21日：播磨守
- 応保2年（1162年）正月30日：従三位（臨時）
- 仁安3年（1168年）4月3日：出家[1]

## 系譜
- 父：藤原家成
- 母：高階宗章の娘
- 妻：藤原顕頼の娘
  - 男子：藤原家光（?-?）